# Campionati canadesi di sci alpino 2000
I Campionati canadesi di sci alpino 2000 si svolsero a Sun Peaks dal 24 al 26 marzo. Il programma incluse gare di slalom gigante e slalom speciale, sia maschili sia femminili.
Trattandosi di competizioni valide anche ai fini del punteggio FIS, vi parteciparono anche sciatori di altre federazioni, senza che questo consentisse loro di concorrere al titolo nazionale canadese.

## Risultati

### Uomini

#### Slalom gigante
| Pos. | Atleta             | Nazione | Tempo   |
| ---- | ------------------ | ------- | ------- |
| 1    | Jean-Philippe Roy  | Canada  | 2:31,85 |
| 2    | Cameron Culbert    | Canada  | 2:32,71 |
| 3    | Jeff Hume          | Canada  | 2:33,26 |
| 4    | Scott Anderson     | Canada  | 2:34,15 |
| 5    | Jan Hudec          | Canada  | 2:34,41 |
| 6    | Ed Podivinsky      | Canada  | 2:35,71 |
| 7    | Julien Cousineau   | Canada  | 2:35,78 |
| 8    | Michael Read       | Canada  | 2:36,32 |
| 9    | Benjamin Thornhill | Canada  | 2:36,50 |
| 10   | Scott Hume         | Canada  | 2:37,46 |

Data: 25 marzo

#### Slalom speciale
| Pos. | Atleta            | Nazione | Tempo   |
| ---- | ----------------- | ------- | ------- |
| 1    | Michael Tichy     | Canada  | 1:41,25 |
| 2    | David Anderson    | Canada  | 1:41,67 |
| 3    | Jean-Philippe Roy | Canada  | 1:41,77 |
| 4    | Jeff Hume         | Canada  | 1:41,98 |
| 5    | Martin Tichý      | Canada  | 1:42,14 |
| 6    | Michael Janyk     | Canada  | 1:42,54 |
| 7    | Scott Hume        | Canada  | 1:42,79 |
| 8    | Cameron Culbert   | Canada  | 1:44,06 |
| 9    | Richard McLean    | Canada  | 1:44,43 |
| 10   | Daniel McEachren  | Canada  | 1:45,00 |

Data: 26 marzo

### Donne

#### Slalom gigante
| Pos. | Atleta             | Nazione | Tempo   |
| ---- | ------------------ | ------- | ------- |
| 1    | Allison Forsyth    | Canada  | 2:16,10 |
| 2    | Emily Brydon       | Canada  | 2:17,75 |
| 3    | Britt Janyk        | Canada  | 2:17,80 |
| 4    | Anna Prchal        | Canada  | 2:19,10 |
| 5    | Aimee-Noel Hartley | Canada  | 2:19,88 |
| 6    | Christina Metzger  | Canada  | 2:19,98 |
| 7    | Gillian McFetridge | Canada  | 2:20,29 |
| 8    | Danielle Bird      | Canada  | 2:21,70 |
| 9    | Erin McEachren     | Canada  | 2:21,76 |
| 10   | Jennifer Delich    | Canada  | 2:22,37 |

Data: 24 marzo

#### Slalom speciale
| Pos. | Atleta             | Nazione | Tempo   |
| ---- | ------------------ | ------- | ------- |
| 1    | Allison Forsyth    | Canada  | 1:43,02 |
| 2    | Anna Prchal        | Canada  | 1:43,05 |
| 3    | Emily Brydon       | Canada  | 1:43,65 |
| 4    | Britt Janyk        | Canada  | 1:44,69 |
| 5    | Christina Metzger  | Canada  | 1:45,06 |
| 6    | Aimee-Noel Hartley | Canada  | 1:45,46 |
| 7    | Kateřina Tichý     | Canada  | 1:46,18 |
| 8    | Jennifer Delich    | Canada  | 1:47,12 |
| 9    | Gillian McFetridge | Canada  | 1:47,46 |
| 10   | Maggie Pattillo    | Canada  | 1:48,09 |

Data: 26 marzo